# Anedjti
Anedjti (auch Andjeti) ist eine altägyptische Gottheit, die bereits im Alten Reich in den Pyramidentexten belegt ist.

## Belege
In den Pyramidentexten heißt es: „Der Verstorbene hat seinen Stab vor den Achs wie Anedjti“, „Horus erhält den Verstorbenen im Namen des Verstorbenen (Anedjti) am Leben“ und Er ist Vorsteher der östlichen Gaue. Nach der Theorie von Kurt Sethe handelt es sich bei ihm um einen vergötterten König aus der ägyptischen Frühzeit.
Er wurde hauptsächlich im neunten unterägyptischen Gau und dessen Hauptstadt Busiris (Djedu) verehrt. Vermutlich stellt ihn das Logogramm des neunten unterägyptischen Gaues, auf dem er mit Krummstab und Geißel erscheint, dar. Schon sehr bald verschmolz er allerdings mit Osiris, der dabei vermutlich Krummstab und Geißel als Herrscherinsignien übernahm. Ebenso findet sich die nach oben verjüngende konische, mit zwei Federn geschmückte Krone Anedjtis bei Osiris als Atef-Krone wieder. Auch wird Osiris in späteren Texten als „Herr von Busiris“ bezeichnet.
Im Mittleren Reich trat Anedjti gemäß einem Sargtext im Bezirk Nebet-taui des Opfergefildes Sechet-hetpu als „Osiris auf, der die Bassins überflutet“. In der griechisch-römischen Zeit wurde Anedjti in den Stundenwachen der zehnten Stunde ebenfalls mit Osiris verglichen.